# ماساو حجي
ماساو حجي (باليابانية: 土師政雄؛ بالكانا: はじ まさお) هو رياضياتي وناقد ياباني، ولد في 1925، وتوفي في 1998.